# Pain Hustlers
Pain Hustlers är en amerikansk kriminal- och dramafilm från 2023. Filmen är regisserad av David Yates, efter ett manus skrivet av Wells Tower. Manuset är baserat på en artikel i New York Times Magazine, The Pain Hustlers, skriven av Evan Hughes, och på hans efterföljande roman The Hard Sell från 2022. Filmen hade premiär på strömningstjänsten Netflix den 27 oktober 2023.

## Handling
Filmen kretsar kring Liza Drake (Emily Blunt) som kämpar för att försörja sig och sin dotter. Hon tar jobb på ett läkemedelsbolag i finansiell kris och hamnar mitt i en utpressningshärva.

## Rollista (i urval)
- Emily Blunt - Liza Drake
- Chris Evans - Pete Brenner
- Andy García - Dr. Neel
- Catherine O'Hara - Jackie
- Jay Duplass - Larkin
- Brian d'Arcy James - Dr. Lydell
- Chloe Coleman - Phoebe
- Amit Shah - Eric Paley